# Талсита (Тексас)
Талсита (енгл. Tulsita) насељено је место без административног статуса у америчкој савезној држави Тексас.

## Демографија
По попису из 2010. године број становника је 14, што је 6 (-30,0%) становника мање него 2000. године.
| Група             | 2000.      | 2010.      |
| Белци             | 12 (60,0%) | 13 (92,9%) |
| Афроамериканци    | 0 (0,0%)   | 0 (0,0%)   |
| Азијати           | 0 (0,0%)   | 0 (0,0%)   |
| Хиспаноамериканци | 8 (40,0%)  | 1 (7,1%)   |
| Укупно            | 20         | 14         |